# Francisco Javier García Gaztelu
Pour les articles homonymes, voir Gaztelu (homonymie).
Francisco Javier García Gaztelu, alias Txapote (Galdakao, Biscaye, 12 février 1966) est un terroriste et membre dirigeant d'Euskadi ta Askatasuna (ETA), condamné par la justice pour sa participation dans divers crimes, dont les meurtres de plusieurs politiciens du Parti Populaire (PP). Il est aussi connu sous les pseudos Jon, Xavier et Otsagi.

## Terroriste d'ETA
Il a entamé son activité au sein du groupe terroriste pendant les années 1980 dans le Commando Donosti, devenant le chef militaire d'ETA durant les dernières années du XXe siècle après la chute de Kantauri.
Il a pris part à une fusillade, avec d'autres membres du Commando Biscaye, en août 1991, dans lequel mourra l'etarre Juan Maria Ormazábal, alias "El Turco", ainsi que l'ertzaintza (police autonome basque), Alfonso Menchaca. Après cet incident, il s'enfuit pour la clandestinité, effectuant les premières tâches d'appui pour divers commandos et sera intégré à la fin de l'année 1994 dans le commando Donosti, dirigé par Kantauri.
Selon les experts, Txapote représente la ligne dure de l'ETA, opposée à la trêve de 1998. On lui attribue la restructuration opérationnelle de quelque vingt commandos et le renforcement de l'activité militaire d'ETA pendant les mois suivant la trêve. Txapote a imposé un nouveau système d'organisation des commandos qui sont désormais formés par trois membres libérés de l'organisation, dont seulement deux prendront part simultanément à la commission d'attentats. L'autre membre sera chargé de nettoyer les traces de leur passage dans les appartements de planque et informer la direction au cas où seraient arrêtés les deux premiers.

## Arrestation et condamnation
Son arrestation se produit à la suite de la recherche pour vol d'un troqueladora à Irun, en novembre 1999. Les prisonniers ont fourni le nom du collaborateur d'ETA Ibon Muñoa qui durant les années précédentes avait fourni l'appui logistique au Commando Donosti. Muñoa a déclaré qu'il avait eu une entrevue avec Txapote à Anglet.
Cette localité du sud de la France sera passée au peigne fin avec l'aide de la police française jusqu'à le localiser le 22 février 2001. L'arrestation a eu lieu à la première heure de l'après-midi dans le quartier des Sables d'Or de cette commune alors qu'il mangeait dans la terrasse du restaurant Havane Café.
Ces faits ont lieu peu après qu'ETA a assassiné deux travailleurs de l'entreprise Electra dans leur tentative de tuer le conseiller municipal socialiste Iñaki Dubreuil Churruca avec une voiture piégée.
Il a été jugé en juin 2006. Il a choisi de se taire pendant le procès. Bien qu'il ait refusé d'intervenir lors de la première journée du procès, Gaztelu a utilisé son droit de dernier mot pour reconnaître être "militant d'ETA" et affirmer que le groupe n'abandonnerait pas sa lutte.
Il a été condamné à 50 années de prison comme auteur matériel du meurtre de Miguel Angel Blanco. Le 13 juillet 1997, il enlève le conseiller du Parti Populaire d'Ermua, Miguel Angel Blanco Garrido, le retient prisonnier deux jours puis décide de l'assassiner. Enfermé dans le coffre d'une voiture, le jeune homme est emmené aux environs de Lasarte, et tandis que José Luis Geresta Oker le maintient, Txapote l'achève de deux balles dans la tête. L'émotion dans le pays tout entier est considérable et provoque des marches silencieuses aussi bien en Euskadi que dans le reste de la Péninsule, où l'on se souviendra longtemps de la dignité et de la détermination des manifestants, habillés de blanc. Oker se suicidera par la suite. Par son attitude, le tribunal, dans sa sentence, lui interdit aussi de s'approcher de la localité biscaïenne d'Ermua pendant cinq ans à partir de son incarcération.
Dans le jugement pour le meurtre du socialiste Fernando Múgica, il a été condamné à 82 années de prison et on lui a interdit de s'approcher de Saint-Sébastien (ville où a été commis le meurtre et où réside la famille Múgica) pendant les six années qui suivront sa sortie du pénitencier.
Le 23 janvier 1995, alors que le populaire basque Gregorio Ordoñez déjeunait avec María San Gil dans un restaurant de Saint-Sébastien, il est assassiné d'un coup de feu dans la tête par-derrière dans un attentat commis avec la participation de "Txapote", pour lequel il sera condamné à 30 ans de prison "comme auteur d'un délit de meurtre terroriste avec circonstances aggravantes, avec un autre attentat avec préméditation. En outre, il lui a été interdit d'approcher pendant cinq ans la famille de la victime ou de la ville de Saint-Sébastien, et il est condamné à payer 500.000 Euros d'indemnisation aux héritiers, bien que le Tribunal ait reconnu que "il ne peut pas être établi avec certitude" si Txapote a été celui qui a tiré, on a prouvé sa participation dans le meurtre.
Cette sentence a été un motif de polémique puisque le seul essai condamnatoire contre Txapote a été la déclaration d'un autre coïnculpé, situation qui dans d'autres sentences avait provoqué la disculpation des accusés.
Les conséquences pratiques de ces meurtres ont été le surgissement d'un mouvement social contre la violence et la création de multitude d'associations contre le terrorisme et au nationalisme basque, tel que Basta ya (Ça suffit maintenant), Forum d'Ermua, etc. et l'essor du Parti populaire au Pays basque lors des élections de 2001 dans lesquelles ils atteignent leur plafond électoral[Quoi ?]. La victoire électorale du PP dans les élections générales et le début d'une étape d'accords anti-nationalistes entre le PP et le PSOE qui ont affaibli le gouvernement basque présidé par le PNB.

## Participation aux attentats
- Assassinat du conseiller municipal populaire de Errenteria Manuel Zamarreño, le 25 juin 1998.
- Assassinat du conseiller municipal du PP à Zarautz José Ignacio Iruretagogoyena, le 9 janvier 1998 par bombe ventouse.
- Enlèvement et meurtre du conseiller municipal du PP Miguel Angel Blanco le 12 juillet 1997 avec un tir dans la nuque, après l'avoir maintenu séquestré pendant 48 heures en exigeant du gouvernement espagnol, comme excuse, le rapprochement de tous les prisonniers etarres dans les prisons du Pays basque.
- Assassinat du conseiller municipal du Parti Populaire à Errenteria José Luis Caso Cortines, le 11 décembre 1997.
- Participation dans le meurtre du dirigeant socialiste Fernando Múgica, dont l'auteur matériel a été semble-t-il José Javier Arizkuren Ruiz, alias Kantauri, le 6 février 1996.
- Assassinat de l'avocat socialiste et frère de l'ancien ministre de la Justice, Fernando Múgica Herzog, le 6 février 1996[7].
- Assassinat du président du parti populaire du Guipuscoa, Gregorio Ordoñez, le 23 janvier 1995[7].
- Assassinat du brigadier d'Infanterie Mariano de Juan Santamaria, 10 avril 1995[7].
- Assassinat de l'inspecteur chef de la brigade de Police Judiciaire et responsable de l'unité territoriale de Guipuscoa Enrique Nieto, le 8 juin 1995 après 133 jours passés dans le coma[7].
- Participation dans le meurtre du parlementaire basque du PP Gregorio Ordoñez, le 25 janvier 1995.
- Assassinat du policier municipal donostiarra (gentilé de Saint-Sébastien) Alfonso Morcillo le 15 décembre 1994.

### Sources et bibliographie
- (es) Cet article est partiellement ou en totalité issu de l’article de Wikipédia en espagnol intitulé « Francisco Javier García Gaztelu » (voir la liste des auteurs).
- (fr) Jean Chalvidant, ETA : L'enquête, éd. Cheminements, coll. « Part de Vérité », octobre 2003, 426 p. (ISBN 978-2-84478-229-8)
- (fr) Jacques Massey, ETA : Histoire secrète d'une guerre de cent ans, Paris, Flammarion, coll. « EnQuête », février 2010, 386 p. (ISBN 978-2-08-120845-2)